# Astragalus juzepczukii
Astragalus juzepczukii là một loài thực vật có hoa trong họ Đậu. Loài này được (Galushko) Galushko miêu tả khoa học đầu tiên.